# 산타 마리아 델라 파체 성당
산타 마리아 델라 파체 성당(이탈리아어: Chiesa di Santa Maria della Pace)은 이탈리아 로마에 있는 가톨릭 교회로 나보나 광장 인근에 있다. 라테란 대교구의 정규 사제들이 살았던 키오스트로 델 브라만테 회랑과 붙어있으며 후에 이 회랑에는 도미니코회가 머물렀다. 수도원은 현재 세속적인 목적으로 사용되고 있으며, 교회 1은 칠레 국민을 위해 기도하는 로마 국립 교회 중 하나가 되었다.

## 역사
현재 건물은 1482년 교황 식스토 4세의 위임으로 기존의 산탄드레아 성당(Sant'Andrea de Aquarizariis) 토대 위에 지어졌다. 이 교회는 1480년 성모 마리아상이 기적적으로 피를 흘린 것을 기념하기 위해 성모 마리아에게 헌정되었다. 이 성당을 만든 사람은 정확히 알려져 있지 않지만, 바치오 폰텔리가 설계했다는 설이 있다.
1656~1667년 교황 알렉산데르 7세는 건축가 피에트로 다 코르토나에게 부유한 교구민들의 마차를 수용하기 위해 15세기 산타 마리아 교회 앞에 있는 작은 광장인 델라 파체를 확장할 것을 의뢰했다.

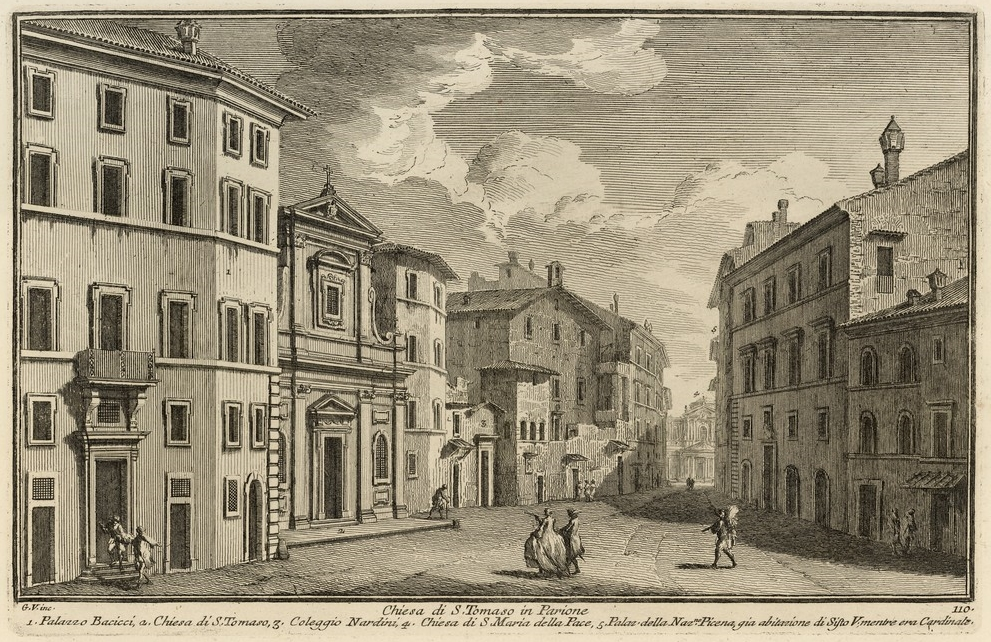
1747년, 주세페 바시의 판화로 새긴 산타 마리아 델라 파체 성당

이를 위해 여러 채의 집을 철거해야 했다. 여기에는 반원형 현관을 갖춘 새로운 바로크 양식의 외관 디자인도 포함되었다. 건축의 디테일면에서도 교회 외관에 초점을 맞춘 새로 만들어진 광장은 당시 로마 귀족들에게 애용하던 마차의 방향을 바꾸는데 용이하고 도시적 환경에서 교회의 독창적인 통합 앙상블을 만들어내는데도 이점이 있었다. 주요 외관 안팎에서 다양한 스케일의 오목하고 볼록한 형태가 주변 건물을 가리고 외관의 겉보기 너비를 확장하여 좁고 사방이 막힌 사다리꼴 모양의 광장에 있는 관람객으로 하여금 시각적 영향을 준다. 형태의 가소성, 공간적 계층화, 명암 대비를 이용한 조명 효과로 나타난 엄청난 효과는 이 도시 개입의 실제 규모를 잘 보여준다.
성당 현관 문틀 주변의 비문은 시편 72편에서 따온 것이다: "산은 백성에게 평화를 가져올 것이요, 언덕은 정의를 가져올 것이다." 알렉산더 7세가 속한 키지 가문의 문장(紋章)에 있는 '산'에 대한 언급은 아마 그의 교황 통치의 이점을 암시하는 것으로 보인다. 키지 가문의 또 다른 상징인 참나무 잎 모티브도 정면에서 찾아볼 수 있다. 코르토나(Cortona)는 상단 외관의 곡선형 석회 패널을 잘라서 무늬가 어울리는 패턴을 만들었는데, 이는 이 특정 소재를 이례적으로 사용한 것이다.